# Carlos Abad López
Carlos Abad López   (Madrid, 20 de gener de 1896 - Mèxic, segle XX) va ser un militar i polític espanyol.

## Biografia
Nascut a Madrid el 20 de gener de 1896, el 1912 va ingressar en la Acadèmia militar de Toledo. S'hi llicenciaria tres anys més tard amb el rang de tinent. També el 1912 es va allistar com a voluntari en la Brigada topogràfica militar amb base a la capital. Destinat inicialment a Gijón, el 1918 va ser destinat al Marroc, on romandria fins a 1929 llevat d'alguns trasllats. Després de la proclamació de la República, el 1931, es va acollir a la Reforma militar d'Azaña i va abandonar l'exèrcit amb el rang de capità.
Establert novament a Gijón, va ser propietari d'un negoci de serveis automobilístics i va arribar a afiliar-se al PSOE.
El juliol del 1936 es trobava a Gijón, en situació de retirat de l'exèrcit. Després de l'esclat de la Guerra civil es va unir a les forces republicanes i va esdevenir el principal cap militar de les milícies xixoneses. Amb posterioritat arribaria a ser comandant de la 1a Divisió asturiana i cap d'Estat Major del III Cos d'Exèrcit asturià. Després de la caiguda d'Astúries en mans franquistes va tornar a la zona republicana, ocupant destinacions en l'Exèrcit Popular de la República. Li va ser encomanat el comandament de la 212a Brigada Mixta, amb la qual intervindria a la batalla de Terol. El 1938 va ser destinat a la Inspecció general de ports a Catalunya.
Després del final de la contesa va marxar a l'exili. El 1942 es traslladaria a Mèxic, on va arribar a bord del buc Nyassa. Partidari del sector que liderava Juan Negrín, el 1946 seria expulsat del PSOE al costat d'altres socialistes «negrinistes». Abad López, que va continuar mantenint alguna activitat als cercles socialistes, va morir en l'exili.
El 2008, durant el XXXVII Congrés del PSOE, va ser readmès en el partit de forma pòstuma.